# 耀滿瓶
耀滿瓶，是日本純種競賽馬匹。生涯活躍於中長途賽事，曾兩度勝出香港瓶，亦於2019年及2020年分別勝出日經新春盃及京都大賞典。

## 出賽前
2015年3月2日出生於北海道洞爺湖町Lack Villa牧場，成長途中於拍賣會被一口馬主俱樂部Silk Racin Co. Ltd.以5616萬日圓購入並進行馬主募集。
其後交由美浦訓練中心練馬師尾關知人訓練。

## 競賽生涯

### 2歲
2017年10月1日出戰中山競馬場2歲新馬戰，採取領放戰術下於直路繼續保持優勢，最終以1 3/4馬位取得首勝利。
其後出戰條件戰金松賞，雖然於比賽途中保持穩定步速且於直路跑出全場最佳末腳，但仍然未能追上前方的Kafuji Vanguard，以頭位差距憾負。

### 3歲
2018年首戰為三級賽如月賞，比賽途中一直以緊跟領放馬Satono Favor的姿態行進，並保持較為平穩的節奏。進入直路後，其以不俗的速度繼續施展壓迫，但最終仍然以鼻位憾負。
其後陣營認為其當時體質較弱，因而未有安排其跟從東京優駿（日本打吡）的路線，而是選擇以京都新聞盃作為目標為菊花賞鋪路。比賽開始後，其一改以往跟的跑法，選擇保持於約莫第十的位置追走，但於直路未能最大程度加速之下僅跑獲一席第四。
短暫放草後於7月出戰條件戰佐渡紀念，面對一眾年長馬匹其仍可保持穩定的步速於第四的位置推進，進入直路後更以優秀的反應進行加速，最終輕鬆的姿態拉開後方對手1 1/4馬位取勝。
10月21日按照計劃出戰菊花賞，再度採用後上戰術下於最後彎道仍然處於第十二左右的位置，於進入直路後隨即抽出大外檔加速，最終奮力衝刺之下以第五完賽。

### 4歲
2019年陣營選擇以日經新春盃作為其年度首戰，比賽初段選擇於中團靠後位置推進，通過第三彎道後逐步發力進佔前方第六。進入直路後，其於內欄以凌厲的姿態突破衝出取得領先，最終壓制外檔追趕的再望山河以1/2取得首個分級賽冠軍，成為時隔19年來第一匹勝出此賽事的關東馬。

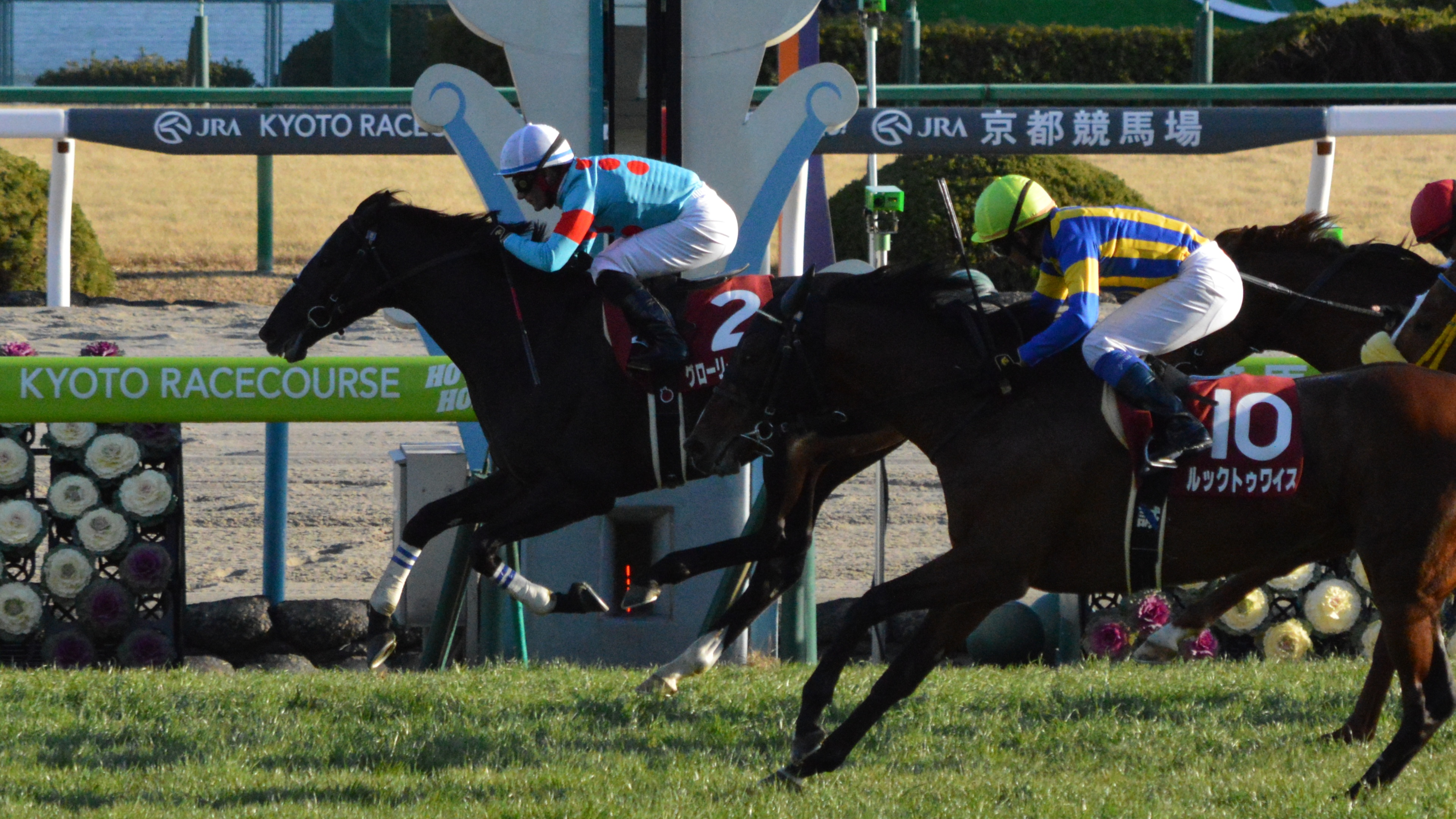
出戰日經新春盃的耀滿瓶

其後乘勢出戰春季天皇賞，由於原定的騎師川田將雅被罰停賽，因而由戶崎圭太代打。比賽開始後，其以較慢的速度由第九左右的位置逐步推進，但於第二圈第四彎道時候經已嚮應騎師的指示由中團位置抽出外檔發力，於直線入口經已進佔第二的位置。進入直路後，其於中檔位置開始加速衝刺，並和佔先的氣自豪展開激烈的纏鬥，雖然最終耀滿瓶以頸位差距敗於對手得第二，但仍然可以拋離第三的守諾言6馬位。
完成春季天皇賞後陣營一度考慮安排其出戰寶塚紀念，但出現明顯疲勞下進入放草，並以京都大賞典作為復出戰。然而於比賽途中，其前半段出現搶口的情況未能順應騎師的指揮，進入直路後又未能突破其他馬匹的包圍，最終僅獲第六的戰績。
其後再度進入放草，復出後以遠征香港出戰香港瓶為目標。比賽開始後，其選擇稍慢的節奏並保持於中團位置，並於比賽途中一直維持於此。進入直路後，其於內欄位置成功穿插衝出，於最後200米超越領放馬時時精綵後繼續保持衝刺速度，最終不斷帶離下以3 1/2馬位優勢拉開外檔追擊的旺紫丁取得首個一級賽冠軍。

### 5歲
2020年年初原定遠征阿聯酋以杜拜草地大賽作為首戰，然而由於受到新型冠狀病毒疫情影響，阿聯酋方面經協商過後決定取消所有杜拜世界盃賽馬日的比賽，因而耀滿瓶被安排返回日本。
回國後由於春季天皇賞日程過於緊迫，陣營選擇避戰並以寶塚紀念作為目標，但於比賽途中完全未能順利加速，最終以尾二第十七慘敗。
夏季休養過後於秋季出戰京都大賞典，本次比賽一直保持於約莫第五的位置下於直路由外檔一舉衝出取得領先，最終亦成功保持衝勁抵擋後上的神業的挑戰，以3/4馬位擊退對手再取得分級賽冠軍。
11月29日出戰日本盃，賽前落後三匹三冠馬杏目、鐵鳥翱天及謀勇兼備取得第四人氣。比賽開始後，其順利出閘之下於第四左右的位置展開推進，進入對面直路後開始發力上前至第二的位置。進入直路後，縱然其成功於中段超越失速的領放馬神業，但隨即被後方衝出的杏目、鐵鳥翱天、謀勇兼備及機伶金花超越，最終獲得第五的戰績。

### 6歲
2021年首戰選擇為金鯱賞，雖然賽前獲得第二人氣，但於直路未有太大進步之下以第四落敗。
其後再度遠征香港出戰女皇盃，並由田泰安策騎。比賽開始後，其保持於較後的位置等待時機，進入直路後由外檔一直加速，可惜未能扭轉局勢下敗於同為日本馬的唯獨愛你取得第二。
休養一段時間過後於產經賞復出，雖然於比賽進入對面直路後不斷加速進佔先頭部隊的位置，但於直路上未能一直維持此優秀的加速力，最終無法壓制瑪蓮必勝及滿謝意下以第三完賽。
12月12日第三度遠征香港出戰香港瓶，並繼續由上次搭檔過的莫雷拉策騎。比賽開始後，其仍然選擇後上戰術，一直等待時機下於最後直路才展開加速，最終成功憑借外檔的強閘一舉超越前方賽駒，戰勝英國代表致勝一擊取得第二次香港瓶的冠軍。

### 7歲
2022年首戰定為3月26日阿聯酋的杜拜司馬經典賽，但受到慢步速的影響下其表現，最終未能跑出自身的末腳速度下以第八落敗。
回國挑戰過後於夏季出戰札幌紀念，雖然於比賽前半段進佔有利位置，但於第三、四彎道時反應開始緩慢未能展開加速，最終於直路無法衝出之下以第六落敗。
12月10日第三度出戰香港瓶並以此作為退役戰，比賽途中一直順應步速推進，於直路雖然於內欄位置展現不俗的加速力，但仍然未能超越前方的瑪蓮必勝及植物科研，最終以第三完賽。
回國後按照計劃退役，並於12月20日取消日本中央競馬會的賽駒註冊。

### 詳細賽績
| 日期       | 舉辦國家/地區 | 馬場 | 距離   | 級別 | 賽事名稱       | 負重 | 騎師     | 馬號 | 出馬 | 名次 | 時間     | 頭馬（二馬）     |
| ---------- | ------------- | ---- | ------ | ---- | -------------- | ---- | -------- | ---- | ---- | ---- | -------- | ---------------- |
| 1/10/2017  | 日本          | 中山 | 草1800 |      | 2歲新馬        | 54   | 杜滿萊   | 6    | 14   | 1    | 1:52.8   | （Mikki Hide）   |
| 10/12/2017 | 日本          | 中京 | 草1600 |      | 金松賞         | 55   | 濱中俊   | 3    | 7    | 2    | 1:37.8   | Kafuji Vanguard  |
| 4/2/2018   | 日本          | 京都 | 草1800 | GIII | 如月賞         | 56   | 杜滿萊   | 8    | 10   | 2    | 1:48.8   | Satono Favor     |
| 5/5/2018   | 日本          | 京都 | 草2200 | GII  | 京都新聞盃     | 56   | 濱中俊   | 2    | 17   | 4    | 2:11.4   | 愚者眼界         |
| 28/7/2018  | 日本          | 新潟 | 草2000 |      | 佐渡錦標       | 54   | 杜滿萊   | 4    | 10   | 1    | 1:56.6   | （Bear in Mind） |
| 21/10/2018 | 日本          | 京都 | 草3000 | GI   | 菊花賞         | 57   | 福永祐一 | 18   | 18   | 5    | 3:06.6   | 氣自豪           |
| 1/13/2019  | 日本          | 京都 | 草2400 | GII  | 日經新春盃     | 55   | 杜滿萊   | 2    | 16   | 1    | 2:26.2   | （再望山河）     |
| 28/4/2019  | 日本          | 京都 | 草3200 | GI   | 春季天皇賞     | 58   | 戶崎圭太 | 7    | 13   | 2    | 3:15.0   | 氣自豪           |
| 6/10/2019  | 日本          | 京都 | 草2400 | GII  | 京都大賞典     | 57   | 杜滿萊   | 16   | 17   | 6    | 2:24.3   | 無畏恐龍         |
| 8/12/2019  | 香港          | 沙田 | 草2400 | GI   | 香港瓶         | 57   | 莫雷拉   | 2    | 14   | 1    | 2:24.77  | （旺紫丁）       |
| 28/6/2020  | 日本          | 阪神 | 草2200 | GI   | 寶塚紀念       | 58   | 連達文   | 3    | 18   | 17   | 2:18.8   | 創世駒           |
| 11/10/2020 | 日本          | 京都 | 草2400 | GII  | 京都大賞典     | 58   | 川田將雅 | 13   | 17   | 1    | 2:25.6   | （神業）         |
| 29/11/2020 | 日本          | 東京 | 草2400 | GI   | 日本盃         | 57   | 川田將雅 | 15   | 15   | 5    | 2:23.2   | 杏目             |
| 14/3/2021  | 日本          | 中京 | 草2000 | GII  | 金鯱賞         | 57   | 川田將雅 | 4    | 10   | 4    | 2:01.9   | 天鐵             |
| 25/4/2021  | 香港          | 沙田 | 草2000 | GI   | 女皇盃         | 57   | 田泰安   | 1    | 7    | 2    | 2:01.36  | 唯獨愛你         |
| 26/9/2021  | 日本          | 中山 | 草2200 | GII  | 產經賞         | 57   | 杜滿萊   | 11   | 16   | 3    | 2:12.2   | 瑪蓮必勝         |
| 12/12/2021 | 香港          | 沙田 | 草2400 | GI   | 香港瓶         | 57   | 莫雷拉   | 2    | 8    | 1    | 2:27.07  | （致勝一擊）     |
| 26/3/2022  | 阿聯酋        | 美丹 | 草2410 | GI   | 杜拜司馬經典賽 | 57   | 蘇銘倫   | 4    | 15   | 8    | 紀錄缺失 | 大帝             |
| 21/8/2022  | 日本          | 札幌 | 草2000 | GII  | 札幌紀念       | 57   | 李慕華   | 6    | 16   | 6    | 2:01.8   | 金積驥           |
| 11/12/2022 | 香港          | 沙田 | 草2400 | GI   | 香港瓶         | 57   | 莫雷拉   | 3    | 10   | 3    | 2:27.83  | 瑪蓮必勝         |

## 退役後
退役後，耀滿瓶成為了配種馬，於北海道日高町育馬者Stallion Station休養，在2023年進行配種，首批子嗣於2024年出生。首批子嗣可於2026年出賽。

## 血統簡介
父系大震撼爲日本賽駒，爲日本賽馬史上第二匹無敗三冠馬，生涯出戰十四場賽事僅得兩場未能勝出，退役後配種成績亦極爲優秀。祖父週日寧靜是美國三冠賽雙冠馬，退役後在日本配種，在日本馬壇相當成功，贏得多項分級賽事，其子嗣贏得巨額獎金。
母系Mejiro Tsubone為日本賽駒，生涯僅勝出條件戰級別的賽事。外祖父橫掃天下爲美國賽駒，生涯戰績優秀，曾勝出大都會讓賽及古銜讓賽。

### 血統表
| 父線：週日寧靜系（Halo系）             |                              |              |                 |
| 種馬 大震撼 2002年（棗色）             | 週日寧靜 1986年（棕色）      | Halo         | Hail to Reason  |
| 種馬 大震撼 2002年（棗色）             | 週日寧靜 1986年（棕色）      | Halo         | Cosmah          |
| 種馬 大震撼 2002年（棗色）             | 週日寧靜 1986年（棕色）      | Wishing Well | Understanding   |
| 種馬 大震撼 2002年（棗色）             | 週日寧靜 1986年（棕色）      | Wishing Well | Mountain Flower |
| 種馬 大震撼 2002年（棗色）             | 風中秀髮 1991年（棗色）      | Alzao        | 利法爾          |
| 種馬 大震撼 2002年（棗色）             | 風中秀髮 1991年（棗色）      | Alzao        | Lady Rebecca    |
| 種馬 大震撼 2002年（棗色）             | 風中秀髮 1991年（棗色）      | Burghclere   | Busted          |
| 種馬 大震撼 2002年（棗色）             | 風中秀髮 1991年（棗色）      | Burghclere   | Highclere       |
| 繁殖雌馬 Mejiro Tsubone 2008年（灰色） | 橫掃天下 1997年（灰色）      | 最後橫掃     | Forty Niner     |
| 繁殖雌馬 Mejiro Tsubone 2008年（灰色） | 橫掃天下 1997年（灰色）      | 最後橫掃     | Broom Dance     |
| 繁殖雌馬 Mejiro Tsubone 2008年（灰色） | 橫掃天下 1997年（灰色）      | Sheer Ice    | Cutlass         |
| 繁殖雌馬 Mejiro Tsubone 2008年（灰色） | 橫掃天下 1997年（灰色）      | Sheer Ice    | Hey Dolly A.    |
| 繁殖雌馬 Mejiro Tsubone 2008年（灰色） | Mejiro Rubato 2003年（棗色） | 目白韋仁     | Amber Shadai    |
| 繁殖雌馬 Mejiro Tsubone 2008年（灰色） | Mejiro Rubato 2003年（棗色） | 目白韋仁     | Mejiro Chaser   |
| 繁殖雌馬 Mejiro Tsubone 2008年（灰色） | Mejiro Rubato 2003年（棗色） | 目白山峰     | Mogami          |
| 繁殖雌馬 Mejiro Tsubone 2008年（灰色） | Mejiro Rubato 2003年（棗色） | 目白山峰     | Mejiro Hiryu    |
| 雌系：號族：9-f                        |                              |              |                 |
| 五代內近親交配：利法爾 4×5             |                              |              |                 |

## 命名由來
名字Glory Vase（グローリーヴェイズ）意思為「榮耀的瓶子」，香港則採「耀滿瓶」作為翻譯。

## 外部連結
- 耀滿瓶 netkeiba.com （页面存档备份，存于）
- 血統表 （页面存档备份，存于）